# Marcin Bar
Marcin Bar (ur. 28 października 1990 w Ostrowcu Świętokrzyskim) – polski waterpolista, wychowanek KSZO Ostrowiec Świętokrzyski. Zawodnik ŁSTW Łódź oraz kadry narodowej seniorów w piłce wodnej. Akademicki Mistrz Europy w piłce wodnej z drużyną Politechniki Łódzkiej.